# Dong Xiaoqin
Dong Xiaoqin, född 2 januari 1983, är en friidrottare från Kina. Hon deltog vid olympiska sommarspelen 2008.